# Керкпатрик
Керкпа́трик — гора в Антарктиде, самая высокая вершина Трансантарктических гор.
Гора Керкпатрик расположена в хребте Куин-Александра, западнее ледника Бирдмора. Высота её вершины достигает 4528 м. Гора была открыта в 1908 году Британской антарктической экспедицией Эрнеста Шеклтона и названа в честь предпринимателя из Глазго, который спонсировал экспедицию. В 2004 году в окрестностях горы были обнаружены ископаемые остатки динозавров (Glacialisaurus, Cryolophosaurus), птерозавров и звероподобных рептилий позднетриасового — раннеюрского времени.